# Sophie Hæstorp Andersen
Sophie Hæstorp Andersen (ur. 26 września 1974 w Kopenhadze) – duńska polityczka i działaczka samorządowa, parlamentarzystka, w latach 2022–2024 burmistrz Kopenhagi, od 2024 minister spraw społecznych i mieszkalnictwa.

## Życiorys
Ukończyła szkołę średnią w gminie Gladsaxe. W 2006 uzyskała magisterium z nauk politycznych na Uniwersytecie Kopenhaskim. Zaangażowała się w działalność polityczną w ramach Socialdemokraterne. Pracowała w partyjnej strukturze, w latach 1999–2001 pełniła funkcję sekretarza do spraw międzynarodowych w socjaldemokratycznej organizacji młodzieżowej DSU. W latach 2001–2005 sprawowała mandat posłanki do Folketingetu. Od 2006 do 2007 była zatrudniona w administracji lokalnej w Kopenhadze. Zasiadała także w radzie Regionu Stołecznego. W 2007 powróciła do duńskiego parlament, obejmując mandat zwolniony przez Pię Gjellerup. Utrzymywała go w kolejnych wyborach w tym samym roku oraz w 2011, będąc członkinią Folketingetu do grudnia 2013.
Od 2014 zajmowała stanowisko przewodniczącej Regionu Stołecznego. Ustąpiła z tej funkcji w sierpniu 2021 w związku z ubieganiem się o urząd burmistrza Kopenhagi. W wyborach lokalnych w listopadzie tegoż roku uzyskała mandat radnej duńskiej stolicy. W grudniu powołano ją na urząd burmistrza Kopenhagi, który objęła 1 stycznia 2022. W tymże roku weszła także w skład zarządu KL, zrzeszenia duńskich gmin.
W sierpniu 2024 została ministrem spraw społecznych i mieszkalnictwa w drugim rządzie Mette Frederiksen, odchodząc w konsekwencji ze stanowiska burmistrza.

## Życie prywatne
Córka artysty Svenda Hæstorpa i projektantki kostiumów Pii Else Andersen. Ma dwoje dzieci.